# 난부 도시모토

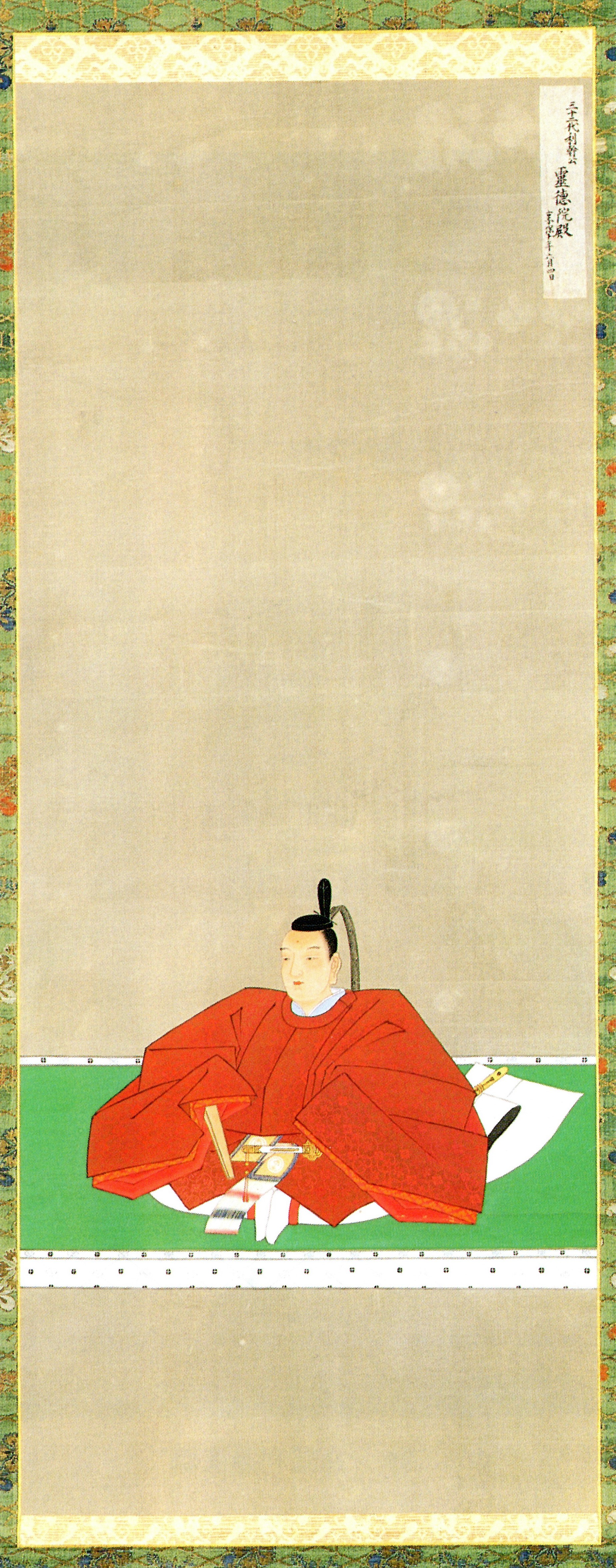
난부 도시모토

난부 도시모토(일본어: 南部利幹, 1689년 3월 11일 ~ 1725년 7월 13일)는 모리오카번의 6대 번주이다. 관위는 종5위하, 다이젠노스케(大膳亮)이다.
4대 번주 난부 유키노부의 네 번째 아들로 태어났다. 1707년에 5대 번주인 형 노부오키가 사망하자, 그 뒤를 이어 번주가 되었다. 1725년에 사망하였고, 형의 둘째 아들인 도시미가 양자로서 번주직을 계승하였다.
| 전임 난부 노부오키 | 제6대 모리오카번 번주 1707년 ~ 1725년 | 후임 난부 도시미 |